# 사보 (핀란드)

지역 문장

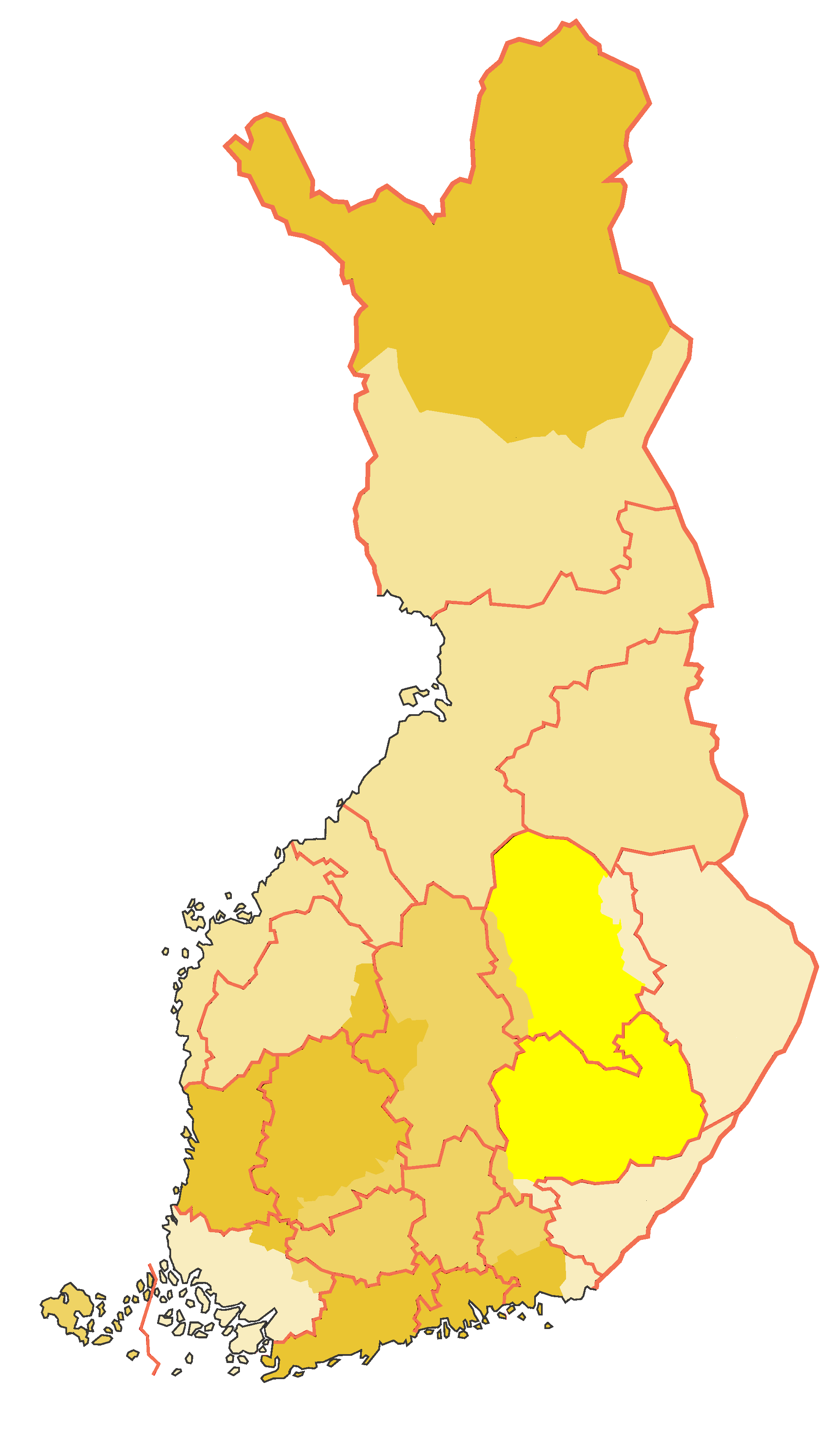
사보의 위치 (노란색으로 표시된 지역)

사보(핀란드어: Savo, 스웨덴어: Savolax)는 핀란드의 역사적 지역으로 현재의 핀란드 동부에 위치한다. 스웨덴어 이름인 사볼락스(Savolax), 영어 이름인 사보니아(Savonia)라고 부르기도 한다. 서쪽으로는 헤메, 북쪽으로는 포흐얀마, 동쪽과 남쪽으로는 카리알라와 접하며 현재의 핀란드의 지역인 북사보 지역, 남사보 지역이 속한다.